# Купчинський Микола Миколайович
Микола Миколайович Купчинський (4 грудня 1870, Полтавська губернія, Російська імперія — після 1919, ?) — генеральний хорунжий Армії Української Держави.

## Біографія
Походив з Полтавщини. Закінчив Петровський Полтавський кадетський корпус, 1-ше військове Павлівське училище (у 1890 році). Станом на 1 січня 1910 року — підполковник, офіцер-вихователь Петровського Полтавського кадетського корпусу. Учасник Першої світової війни, був поранений, нагороджений орденом Святого Георгія IV ступеня, Георгіївською зброєю, відзнакою Святого Георгія IV ступеня. З 19 лютого 1917 року — генерал-майор. Остання посада в російській армії — командир 62-ї піхотної дивізії.
З 8 червня 1918 року — начальник 6-ї пішої дивізії Армії Української Держави.
З 20 листопада 1918 року — начальник 11-ї пішої дивізії Армії Української Держави.
13 січня 1919 року був офіційно звільнений з української служби.
Фактично виїхав до Криму (до білих) ще наприкінці листопада 1918 року. З 2 січня 1919 року — у резерві командного складу Збройних Сил Півдня Росії, перебував у Криму.
Подальша доля невідома.